# Washington (Town, Green County)
Die Town of Washington ist eine von 16 Towns im Green County im US-amerikanischen Bundesstaat Wisconsin. Im Jahr 2010 hatte die Town of Washington 809 Einwohner.
Town hat in Wisconsin eine grundlegend andere Bedeutung, als im übrigen englischsprachigen Bereich. Vielmehr entspricht sie den in den anderen US-Bundesstaaten üblichen Townships, die nach dem County die nächstkleinere Verwaltungseinheit bilden.

## Geografie
Die Town of Washington liegt im Süden Wisconsins, rund 25 km nördlich der Grenze zu Illinois. Der am Mississippi gelegene Schnittpunkt der drei Bundesstaaten Wisconsin, Iowa und Illinois liegt rund 100 km westlich. Die Town wird von Nord nach Süd vom Little Sugar River durchflossen, der über den Sugar River, den Pecatonica River und den Rock River zum Stromgebiet des Mississippi gehört. 
Die Koordinaten des geografischen Zentrums der Town of Washington sind 42°43′44″ nördlicher Breite und 89°39′15″ westlicher Länge. Sie erstreckt sich über eine Fläche von 92,8 km².  
Die Town of Washington liegt im Zentrum des Green County und grenzt an folgende Nachbartowns und selbstständige Gemeinden:
| Town of York   | Town of New Glarus                          | Town of Exeter                               |
| Town of Adams  | Kompassrose, die auf Nachbargemeinden zeigt | Village of Monticello Town of Mount Pleasant |
| Town of Jordan | Town of Monroe                              | Town of Sylvester                            |

## Verkehr
Der Wisconsin State Highway 69 führt durch den Osten der Town of Washington. Daneben verlaufen noch die County Highways C, J und N durch die Town. Alle weiteren Straßen sind untergeordnete Landstraßen sowie teils unbefestigte Fahrwege.
Der nächste Flughafen ist der Dane County Regional Airport in Wisconsins Hauptstadt Madison (rund 65 km nordöstlich).

## Bevölkerung
Nach der Volkszählung im Jahr 2010 lebten in der Town of Washington 809 Menschen in 308 Haushalten. Die Bevölkerungsdichte betrug 8,7 Einwohner pro Quadratkilometer. In den 2,63 Haushalten lebten statistisch je 308 Personen. 
Ethnisch betrachtet setzte sich die Bevölkerung zusammen aus 97,9 Prozent Weißen, 0,2 Prozent Afroamerikanern, 0,1 Prozent amerikanischen Ureinwohnern, 1,0 Prozent Asiaten sowie 0,6 Prozent aus anderen ethnischen Gruppen; 0,1 Prozent stammten von zwei oder mehr Ethnien ab. Unabhängig von der ethnischen Zugehörigkeit waren 2,0 Prozent der Bevölkerung spanischer oder lateinamerikanischer Abstammung. 
23,6 Prozent der Bevölkerung waren unter 18 Jahre alt, 62,6 Prozent waren zwischen 18 und 64 und 13,8 Prozent waren 65 Jahre oder älter. 50,3 Prozent der Bevölkerung war weiblich.
Das mittlere jährliche Einkommen eines Haushalts lag bei 64.167 USD. Das Pro-Kopf-Einkommen betrug 29.100 USD. 4,4 Prozent der Einwohner lebten unterhalb der Armutsgrenze.

## Ortschaften in der Town of Washington
Neben Streubesiedlung existiert in der Town of Washington mit Schulz eine gemeindefreie Siedlung.